# Saga Ekström
Ellen Saga Elfrida Ekström (gift Hjelm), född 11 januari 1902 i Eskilstuna, död 27 november 1997 i Söderköping, var en svensk målare som från 1957 var gift med konstnären Torsten Hjelm.
Ekström studerade målning vid Barths målarskola i Stockholm. Bland hennes offentliga arbeten märks utsmyckningen av församlingshemmet i Vadstena samt, tillsammans med sin make, den konstnärliga restaureringen av Skillingaryds kyrka 1981. Ekström är representerad vid Luleå museum och Kalmar museum. Makarna är begravna på Nya kyrkogården i Nyköping.